# Yeah right!
Yeah right! és una pel·lícula documental sobre monopatí de carrer, produïda el 2003 per Girl Skateboards i dirigida per Ty Evans i Spike Jonze. Destaca per la seva banda sonora, la durada i l'ús extensiu d'efectes especials encara no vistos fins aleshores en un vídeo de skateboarding.
El pròleg ret homenatge al patinador Keenan Milton, que va morir el 2001. Milton va formar part de l'equip de Chocolate Skateboards, un subequip de Girl Skateboards.
Els crèdits d'inici inclouen una sèrie única de plans en càmera ultralenta, filmats amb la càmera personal de Jonze capaç de gravar 100 fotogrames per segon. La càmera està situada arran de terra i molt a prop de l'skater a mesura que es completen diversos trucs. En diverses escenes es fa ús del croma i altres efectes de càmera com el magic board.
L'actor Owen Wilson hi fa un cameo en què es troba en un aparcament amb Rick Howard, Eric Koston i Mike Carroll preparant-se per fer un truc en una barana. En atansar el zoom de la càmera sembla que Wilson intenta fer el truc extremadament difícil (backside bluntslide), però mentre la càmera mira cap a la direcció oposada, Wilson s'escapa del marc i és substituït per Eric Koston que porta una perruca. Koston fa el truc per l'escala i Wilson reapareix després que Koston aterri per aparentar que ha completat el truc.